# Сізяшур
Сізяшу́р (рос. Сизяшур, удм. Ляльшур) — присілок в Малопургинському районі Удмуртії, Росія.
Урбаноніми:
- вулиці — Будівників, Зарічна, Колгоспна, Миру, Молодіжна, Набережна, Спортивна, Тракторна, Чапаєва, Шкільна

## Населення
Населення — 434 особи (2010; 446 в 2002).
Національний склад станом на 2002 рік:
- удмурти — 80 %